# Christian Koloko
Christian Junior Koloko Kamdeu (Douala, 20 giugno 2000) è un cestista camerunese, di ruolo centro, professionista nella NBA e nella NBA G League.

## Carriera
Dopo aver trascorso tre stagioni con gli Arizona Wildcats, nel 2022 si dichiara eleggibile per il Draft NBA, venendo chiamato con la trentatreesima scelta dai Toronto Raptors.

## Statistiche

### NCAA
| Anno      | Squadra          | PG | PT | MP   | TC%  | 3P% | TL%  | RP  | AP  | PRP | SP  | PP   |
| --------- | ---------------- | -- | -- | ---- | ---- | --- | ---- | --- | --- | --- | --- | ---- |
| 2019-2020 | Arizona Wildcats | 28 | 0  | 8,3  | 48,3 | 0,0 | 35,0 | 2,4 | 0,2 | 0,3 | 0,9 | 2,3  |
| 2020-2021 | Arizona Wildcats | 26 | 19 | 17,2 | 52,0 | 0,0 | 62,5 | 4,8 | 0,3 | 0,5 | 1,3 | 5,3  |
| 2021-2022 | Arizona Wildcats | 37 | 37 | 25,4 | 63,5 | 0,0 | 73,5 | 7,3 | 1,4 | 0,8 | 2,8 | 12,6 |
| Carriera  | Carriera         | 91 | 56 | 17,8 | 59,0 | 0,0 | 67,0 | 5,1 | 0,7 | 0,5 | 1,8 | 7,3  |

#### Massimi in carriera
- Massimo di punti: 28 vs Texas Christian (20 marzo 2022)[5]
- Massimo di rimbalzi: 13 (3 volte)
- Massimo di assist: 6 vs Wright State (18 marzo 2022)
- Massimo di palle rubate: 3 (4 volte)
- Massimo di stoppate: 5 (4 volte)
- Massimo di minuti giocati: 40 vs Texas Christian (20 marzo 2022)

### NBA

#### Regular Season
| Anno      | Squadra         | PG | PT | MP   | TC%  | 3P% | TL%  | RP  | AP  | PRP | SP  | PP  |
| --------- | --------------- | -- | -- | ---- | ---- | --- | ---- | --- | --- | --- | --- | --- |
| 2022-2023 | Toronto Raptors | 58 | 19 | 13,8 | 48,0 | 8,3 | 62,7 | 2,9 | 0,5 | 0,4 | 1,0 | 3,1 |
| 2024-2025 | L.A. Lakers     | 37 | 0  | 9,2  | 60,6 | 0,0 | 71,4 | 2,5 | 0,4 | 0,2 | 0,4 | 2,4 |
| Carriera  | Carriera        | 95 | 19 | 12,0 | 51,9 | 6,3 | 64,4 | 2,8 | 0,5 | 0,3 | 0,8 | 2,9 |

#### Massimi in carriera
- Massimo di punti: 11 vs Chicago Bulls (6 novembre 2022)[6]
- Massimo di rimbalzi: 11 vs Atlanta Hawks (19 novembre 2022)
- Massimo di assist: 3 vs Milwaukee Bucks (9 aprile 2023)
- Massimo di palle rubate: 3 vs Washington Wizards (26 marzo 2023)
- Massimo di stoppate: 6 vs Chicago Bulls (6 novembre 2022)
- Massimo di minuti giocati: 31 vs Chicago Bulls (6 novembre 2022)

### G League
| Anno      | Squadra          | PG | PT | MP   | TC%  | 3P%  | TL%  | RP  | AP  | PRP | SP  | PP   |
| --------- | ---------------- | -- | -- | ---- | ---- | ---- | ---- | --- | --- | --- | --- | ---- |
| 2022-2023 | Raptors 905      | 12 | 12 | 27,2 | 57,9 | 15,8 | 72,2 | 7,9 | 1,3 | 0,5 | 2,8 | 12,9 |
| 2024-2025 | South Bay Lakers | 12 | 12 | 29,6 | 54,1 | 17,9 | 73,3 | 8,1 | 1,8 | 0,6 | 3,3 | 14,5 |
| Carriera  | Carriera         | 24 | 24 | 28,4 | 55,9 | 17,0 | 72,9 | 8,0 | 1,5 | 0,5 | 3,0 | 13,7 |